# Jezierza

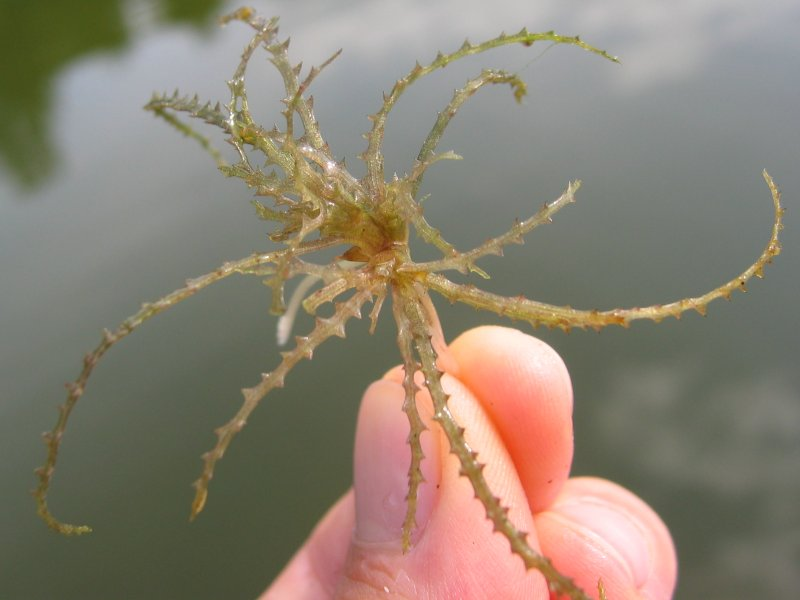
Jezierza morska

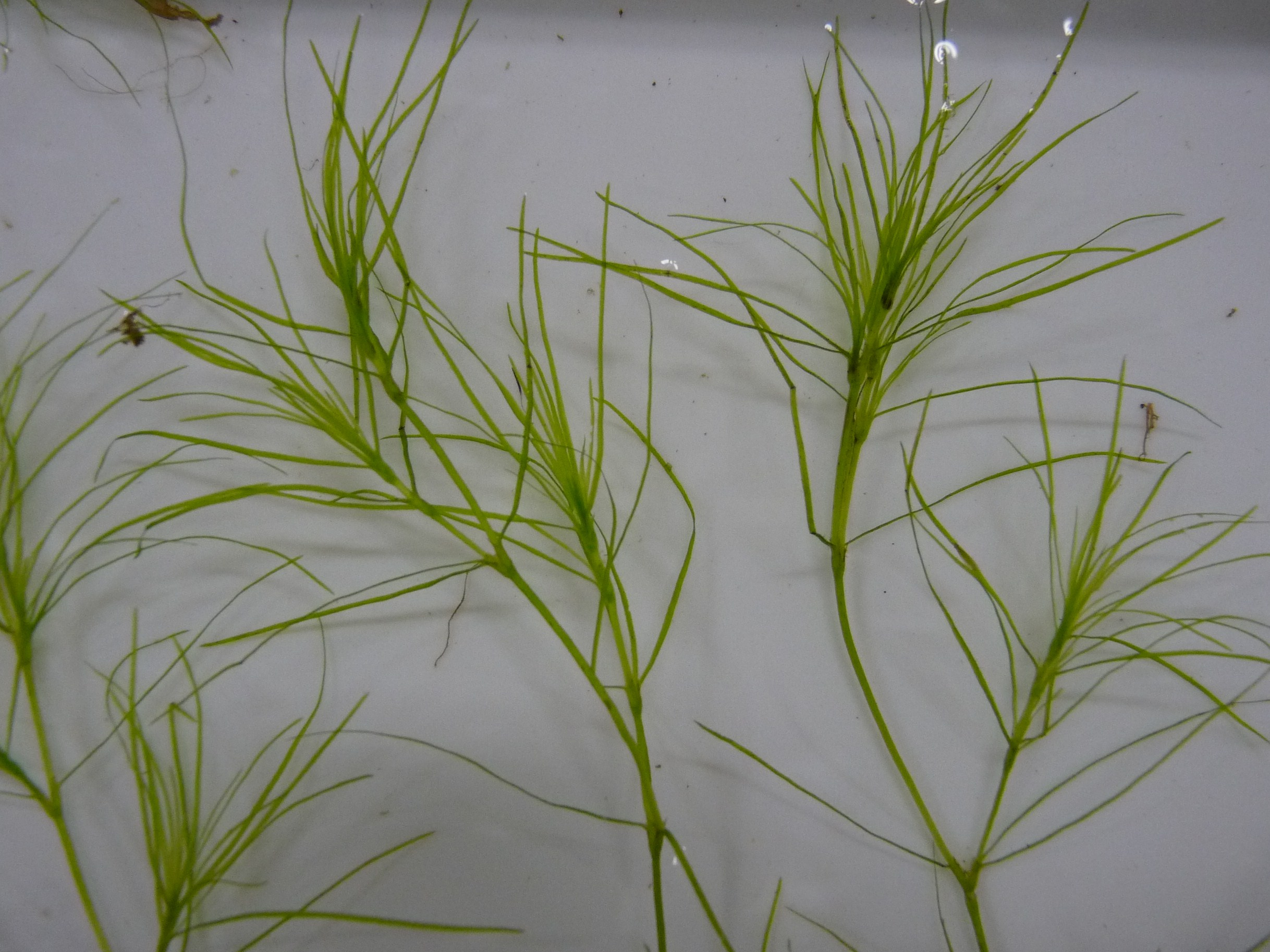
Najas graminea

Jezierza (Najas L.) – rodzaj roślin wodnych z rodziny żabiściekowatych (Hydrocharitaceae), w dawniejszych systemach wyłączany zwykle w odrębną rodzinę jezierzowatych (Najadaceae). Obejmuje 39 gatunków występujących na całym świecie poza obszarami okołobiegunowymi. W Europie występują cztery gatunki rodzime i dwa naturalizowane. Wszystkie gatunki europejskie należą także do flory Polski, aczkolwiek jezierza giętka N. flexilis ma już status gatunku wymarłego w kraju. Wciąż występują: jezierza morska Najas marina, jezierza mniejsza N. minor i jezierza większa N. major.
Są to rośliny wodne związane z różnymi siedliskami, w tym rosnące na głębokościach poniżej 5 m. Liczne gatunki występują na polach ryżowych, w tym także jako chwasty. Wykorzystywane bywają jako nawóz zielony i istotne rośliny pokarmowe dla ryb (w tym użytkowych z rodzaju tilapia). Bywają też stosowane jako surowiec do wypełniania opakowań. Zarastając rowy stanowić mogą problem w utrzymaniu urządzeń melioracyjnych. 

## Morfologia
PokrójZawsze rosnące w zanurzeniu rośliny roczne lub byliny. Łodygi zakorzenione w dnie, długie i cienkie, słabo rozgałęzione i wówczas pędy bardzo luźne lub silnie rozgałęzione, z bardzo zagęszczonymi pędami.
LiścieNaprzeciwległe lub skupione w pozornych okółkach albo pęczkach. U nasady pochwiaste, pojedyncze, równowąskie, na brzegach zwykle ząbkowane.
KwiatyJednopłciowe, przy czym rośliny są jednopienne lub dwupienne. Kwiaty są niepozorne, wyrastają w kątach liści pojedynczo lub w niewielkich skupieniach. Kwiaty męskie wsparte dwoma błoniastymi listkami przypominającymi okwiat, z pojedynczym, niemal siedzącym pręcikiem. Kwiaty żeńskie pozbawione są zupełnie okwiatu lub także otoczone są błoniastą pochwą. Zawierają pojedynczą zalążnię powstającą z jednego owocolistka, na szczycie z krótką szyjką zakończoną 2–4 wydłużonymi, równowąskimi znamionami.
OwocePojedyncze orzeszki osłonięte błoniastą, luźną osłoną.

## Systematyka
W dawniejszych systemach rodzaj wyodrębniany był w monotypową rodzinę jezierzowatych (Najadaceae) – np. w systemie Cronquista z 1981, ale też jeszcze w systemie Takhtajana z 2009. Badania molekularne potwierdziły zagnieżdżenie rodzaju w obrębie rodziny żabiściekowatych Hydrocharitaceae i tak też jest ujmowany współcześnie.
Systematyka według Angiosperm Phylogeny Website (aktualizowany system APG IV z 2016)
Jeden z 8 rodzajów wyróżnianych w obrębie podrodziny Hydrilloideae wchodzącej w skład rodziny żabiściekowatych (Hydrocharitaceae), która należy z kolei do rzędu żabieńcowców (Alismatales).
Wykaz gatunków
- Najas affinis Rendle
- Najas ancistrocarpa A.Braun ex Magnus
- Najas arguta Kunth
- Najas australis Bory ex Rendle
- Najas baldwinii Horn
- Najas brevistyla Rendle
- Najas browniana Rendle
- Najas canadensis Michx.
- Najas chinensis N.Z.Wang
- Najas conferta (A.Braun) A.Braun
- Najas filifolia R.R.Haynes
- Najas flexilis (Willd.) Rostk. & W.L.E.Schmidt – jezierza giętka
- Najas gracillima (A.Braun ex Engelm.) Magnus
- Najas graminea Delile
- Najas grossareolata L.Triest
- Najas guadalupensis (Spreng.) Magnus
- Najas hagerupii Horn
- Najas halophila L.Triest
- Najas heteromorpha Griff. ex Voigt
- Najas horrida A.Braun ex Magnus
- Najas indica (Willd.) Cham.
- Najas kurziana Rendle
- Najas madagascariensis Rendle
- Najas major All. – jezierza większa
- Najas malesiana W.J.de Wilde
- Najas marina L. – jezierza morska
- Najas minor All. – jezierza mniejsza
- Najas oguraensis Miki
- Najas pectinata (Parl.) Magnus
- Najas pseudogracillima L.Triest
- Najas rigida Griff.
- Najas schweinfurthii Magnus
- Najas tenuicaulis Miki
- Najas tenuifolia R.Br.
- Najas tenuis Magnus
- Najas tenuissima (A.Braun ex Magnus) Magnus
- Najas testui Rendle
- Najas welwitschii Rendle
- Najas wrightiana A.Braun